# Грмечская коррида
Грмечская коррида (серб. Грмечка корида) — традиционное название боя быков у краинских сербов, живущих в Грмече. Бои быков проводятся ежегодно в первое воскресенье после Ильина дня, отмечаемого 3 августа православными в память о пророке Илии. Бои быков организуются в рамках торжеств в честь Ильина дня жителями общины Оштра-Лука и Правительством Республики Сербской. В 2016 году состоялась 244-я подобная коррида.

## Суть праздника
Считается, что этот сербский народный праздник насчитывает уже более двух веков. Название «Грмечка коррида» впервые появилось в повести «Яблан» 1902 года авторства Петара Кочича, когда территория современной Республики Сербской находилась под контролем Австро-Венгрии. До 1992 года все бои быков проводились сербами из Погрмечья на холме Меджеджи-брд у реки Саница (на территории современной общины общины Сански-Мост Федерации БиГ). Коррида не проводилась во время Боснийской войны, в 1996 году её восстановили и провели на горе Поповича в общине Оштра-Лука.
Все бои делятся на две категории: бои быков массой от 500 до 800 кг каждый и бои быков массой свыше 800 кг каждый. Хозяину быка, который победил в боях, полагается большое денежное вознаграждение. Бои быков проходят в разгар ярмарки, которая проводится каждый год на Ильин день, и играют важную роль в развитии национальной сербской культуры для деревень и городов Краины.